# Aliye Berger
Aliye Berger, född 24 december 1903 i Istanbul, död 9 augusti 1974 i Istanbul, var en turkisk konstnär.

## Biografi
Berger föddes 1903 som dotter till den ottomanska politikern Mehmed Şakir Paşa (1855–1914) på ön Büyükada, Istanbul. Hennes bror, Cevat Şakir, var en författare och systern Fahrelnissa Zeid var en konstnär. Berger var dessutom moster till keramikern Füreya Koral och konstnären Nejad Melih Devrim.
Aliye Berger gick på en fransk gymnasiefriskola i Istanbul, Lycée Notre-Dame de Sion Istanbul, med inriktning för måleri och musik (piano). Hon slutförde inte sina studier på grund av första världskriget som bröt ut. År 1924 tog hon violinlektioner från den ungerska konsertmästaren Karl Berger. Aliye och Karl blev ett par och bodde tillsammans i flera år, men gifte sig inte förrän 1947. Karl Berger avled efter bara sex månaders äktenskap.
Efter makens död flyttade Berger till sin syster Fahrelnissa i London, där hon började studera gravyr och skulptur. Hon blev vägledd och inspirerad av konstnären John Buckland-Wright i London. När hon återvände till Turkiet 1951 höll Berger sin första utställning i Istanbul med över 100 verk. Hennes oljemålning "Güneşin Doğuşu" ("Soluppgången") vann en internationell tävling 1954.
Google presenterade den 24 december 2020 en doodle till minne av Berger på hennes 117-årsdag.